# Svetozar Vukmanović – Tempo
Svetozar Vukmanović – Tempo (Podgor kod Cetinja, 14. kolovoza 1912. – Katun Reževići kraj Budve, 6. prosinca 2000.) bio je jedan od vodećih crnogorskih i jugoslavenskih komunista, član Centralnog komiteta KPJ za Drugog svjetskog rata. 
Tijekom Drugog svjetskog rata vršilac najpovjerljivijih i najdelikatnijih vojnih i političkih zadaća. 1. listopada 1941. Vukmanović je zajedno s Rodoljubom Čolakovićem i Slobodanom Principom s partizanske strane, potpisao sporazum o suradnji s četničkim postrojbama i o uspostavi zajedničkog četničko-partizanskog stožera; s četničke strane potpisnici su bili Jezdimir Dangić, Sergije Mihailović i Pero Đukanović
Organizator je ustanka u južnoj Srbiji i Makedoniji. Kao Titov osobni povjerenik upućivan je na zadatke u Bugarsku, Albaniju i Grčku. 
Nakon rata bio je nosilac visokih državničkih funkcija. Proglašen je narodnim herojem Jugoslavije 20. prosinca 1951. godine.